# On the Good Ship Lollipop
On the Good Ship Lollipop ist ein Popsong, den Richard A. Whiting (Musik) und Sydney Clare  (Text) verfassten und 1934 veröffentlichten. Der Song wurde in den Vereinigten Staaten vor allem durch den Kinderstar Shirley Temple populär.

## Hintergrund
On the Good Ship Lollipop wurde von Shirley Temple erstmals in dem Spielfilm Bright Eyes vorgestellt, wo sie dieses mit einer Reihe als Piloten im Hintergrund-Chor vorträgt. In dem Song reist Good Ship Lollipop in ein Bonbonland; das „Schiff“ in dem Lied nimmt Bezug zu dem Flugzeug, in dem diese Szene in Bright Eyes spielt, in der das Lied vorgetragen wird, in einer Douglas DC-2 der American Airlines.
Der Musikverlag Sam Fox Publishing Company konnte 400.000 Exemplare an Notenblättern verkaufen, von der Plattenaufnahme des Songs durch Mae Questel (der Stimme der Cartoonfiguren Betty Boop und Olive Oyl) sollen über zwei Millionen Schallplatten verkauft worden sein.

## Erste Aufnahmen und spätere Coverversionen
Zu den Musikern, die den Song ab 1935 coverten, gehörten Ted Fio Rito & his Orchestra (mit Muzzy Marcellino and The Debutantes, Gesang), Joe Haymes and His Orchestra, Wingy Manone, in London Eddie Carroll (mit Carlyle Cousins, Gesang) und Bert Ambrose.
Der Diskograf Tom Lord listet im Bereich des Jazz insgesamt 13 (Stand 2016) Coverversionen, u. a. in späteren Jahren von Dave Pell, den Firehouse Five Plus Two, Ruth Brown, Pat Dahl/Pete Rugolo, George Probert, Margaret Whiting sowie Teresa Brewer/Svend Asmussen.
Der Verband der Musikindustrie der Vereinigten Staaten (RIIA) nahm den Song in seine Liste Songs of the Century (Position 136) auf.